# Дубрава (Липецька область)
Дубрава (рос. Дубрава) — присілок у Грязінському районі Липецької області Російської Федерації.
Населення становить 4  особи. Належить до муніципального утворення Телелюйська сільрада.

## Історія
З 13 червня 1934 до 6 січня 1954 року у складі Воронезької області. Відтак входить до складу Липецької області.
Згідно із законом від 23 вересня 2004 року № 126-ОЗ органом місцевого самоврядування є Телелюйська сільрада.

## Населення
| 2009 | 2010 | 2013 |
| ---- | ---- | ---- |
| 5    | ↘4   | →4   |